# Namib High School

Die Namib High School (NHS) (deutsch Namib-Oberschule; ehemals Deutsche Oberschule Swakopmund) ist eine deutschsprachige weiterführende Schule (Sekundarstufe) im namibischen Küstenort Swakopmund. Die Schule ist eine staatliche Bildungseinrichtung, die weiterhin Deutsch als Unterrichtssprache (neben Englisch) nutzt.

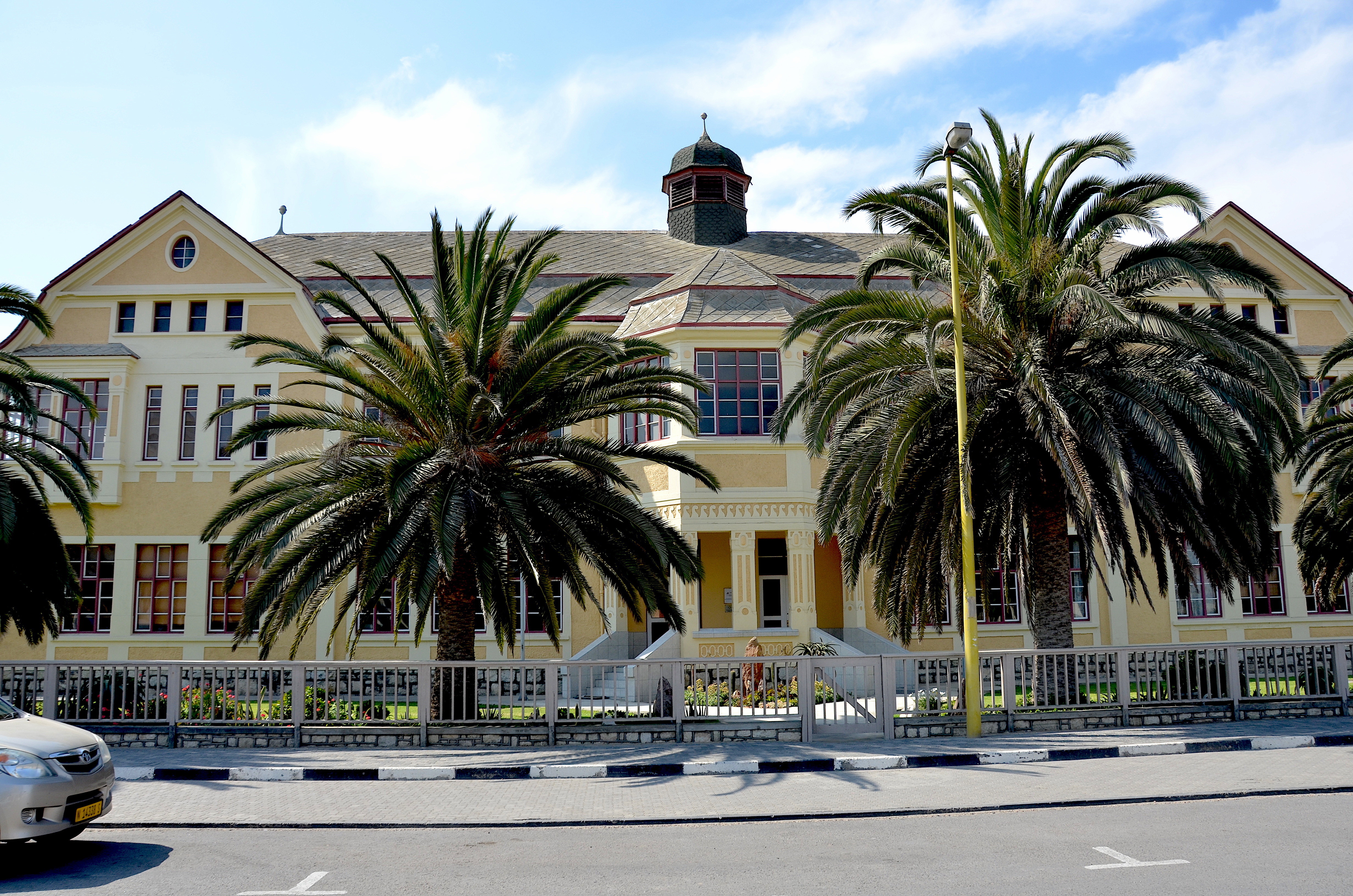
Namib-Oberschule (2014)

Die Namib High School ist nicht mit der ebenfalls staatlichen Swakopmund Secondary School zu verwechseln, die stets Englisch als Unterrichtssprache genutzt hat.

## Geschichte
Die NHS wurde als erste formelle Bildungseinrichtung in Swakopmund 1912 gegründet. Am 18. Oktober 1913 nahmen 126 Schüler den Schulbetrieb an der „Städtischen Realschule mit Grundschule“ auf. Zwischen 1919 und 1929 trug die Schule den Namen „Swakopmund Primary School“. Bis 1945 war die Schule als Reformrealgymnasium bekannt. 1946 wurde der Name der Schule in „Swakopmund High School“ geändert. Zu dieser Zeit besuchten Schüler verschiedener Muttersprachen die Klasse gemeinsam. Mit Erweiterung des Schulangebots in Swakopmund Mitte der 1970er Jahre wurde die NHS zur „Deutschen Schule Swakopmund“, 1981 dann zur „Deutschen Oberschule Swakopmund“. Deutsch war zu dieser Zeit alleinige Unterrichtssprache. Seit der Unabhängigkeit Namibias wird an der NHS in Englisch und Deutsch unterrichtet. Mitte 2012 sprach sich eine große Mehrheit der knapp 600 Schüler und deren Eltern für eine weitere Stärkung von Deutsch aus. Dieses ist seitdem Pflichtfach für alle Schüler in allen Klassenstufen.
Am 7. Juli 1997 erhielt die Schule aufgrund gesetzlicher Vorschriften ohne eine Verbindung zu Ethnien oder Sprachen den Namen „Namib High School“. 2020 wurden an der Schule 602 Schüler unterrichtet.

## Weiterführende Literatur
- Sonderbeilage der Allgemeinen Zeitung und Republikein zum 100-jährigen Jubiläum der Schule (PDF; 19,9 MB), 16. Januar 2013